# Daniela Silivaș

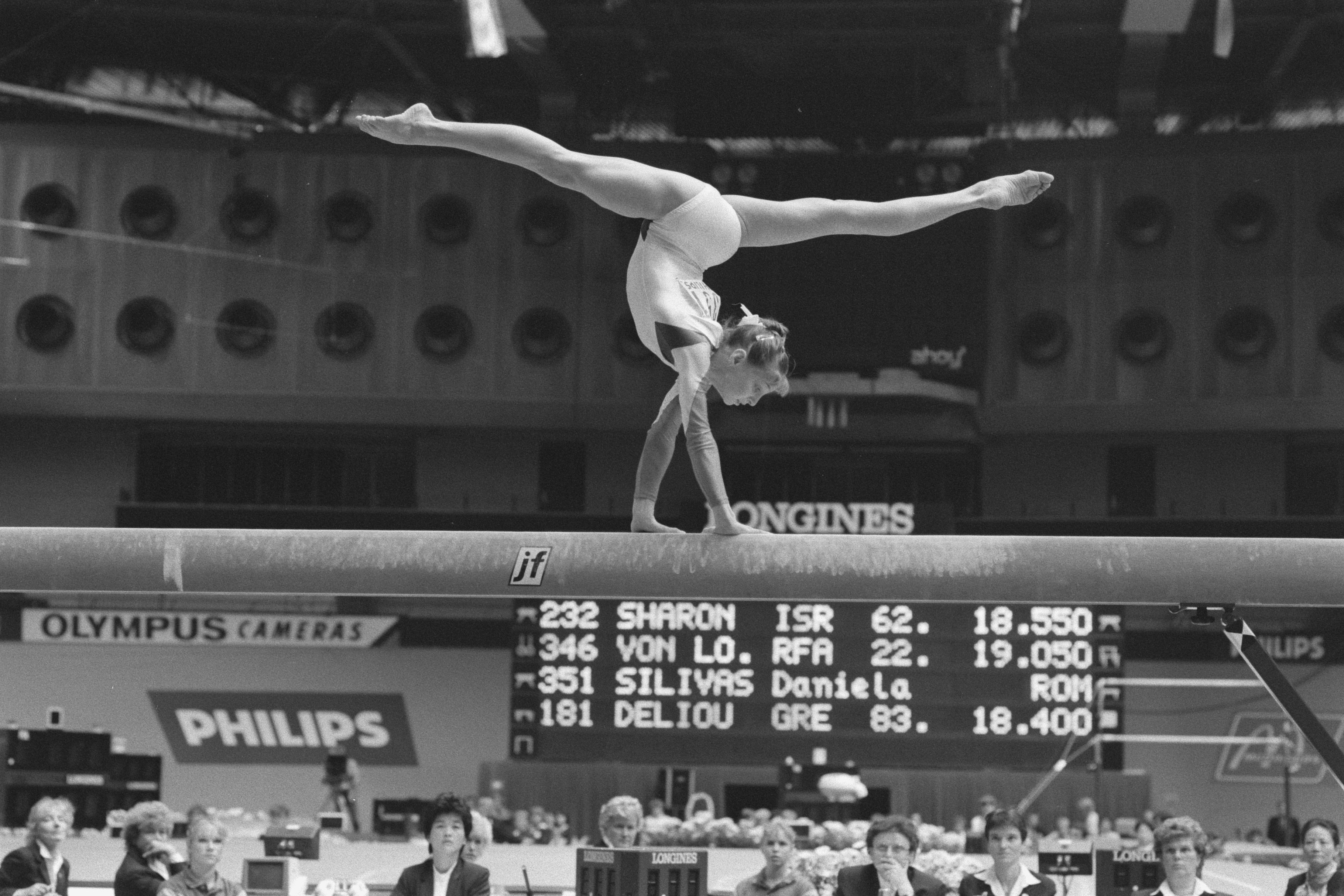
Daniela Silivaș la bârnă, în 1987

Viorica Daniela Silivaș-Harper, numele la naștere Viorica Daniela Silivaș (n. 9 mai 1972, Deva, Hunedoara, România) este o gimnastă română de valoare mondială, celebră pentru cucerirea a șase medalii (trei de aur, două de argint și una de bronz) la Jocurile Olimpice de vară din 1988 (Seul, Coreea de Sud).

## Biografie
Daniela a început gimnastica la vârsta de 6 ani și a fost antrenată de antrenorul Béla Károlyi, timp de șase luni, înainte ca acesta să părăsească România în 1981. În 1980 a câștigat campionatul școlii iar în 1981 devine Campioană Națională de Junioare.
Cu toate acestea, Daniela nu a petrecut mult timp în liga juniorilor. În 1985, Federația Română de Gimnastică i-a schimbat anul nașterii din 1972 în 1970 pentru a-i permite participarea la Campionatele Mondiale de la Montreal.
Falsificarea a fost suspectă, dar nu a fost niciodată complet verificată până în 2002 când însăși Daniela Silivaș a admis acest lucru. Ea a spus că nu a fost niciodată întrebată de acest aspect, iar oficialitățile din România pur și simplu i-au dat un nou pașaport, i-au atras atenția asupra datei nașterii și au informat-o că are acum vârsta de 15 ani.
Deși avea doar 13 ani la Campionatele Mondiale din 1985, Silivaș a obținut nota 10 în drumul spre cucerirea titlului mondial la bârnă, învingând-o pe deținătoarea titlului Olimpic la acest aparat, Ecaterina Szabo, colega sa de echipă. A terminat în urma gimnastei din Rusia Yelena Shushunova în concursul la individual compus și s-a impus imediat ca lideră a echipei României.
Cel mai mare triumf a fost la Campionatele Europene de Gimnastică de la Moscova din 1987 unde a câștigat concursul de individual compus precum și finalele pe aparate la paralele inegale, bârnă și sol și argintul la sărituri. La acea vreme, gimnastica feminină era dominată de câteva națiuni din Europa. Astfel, câștigarea titlului european în fața puternicilor gimnaste din Uniunea Sovietică, Germania de Est și Bulgaria a reprezentat o victorie majoră pentru Daniela Silivaș.
La Campionatele Mondiale din 1987 desfășurate la Rotterdam (Olanda), Daniela a contribuit ca echipa României să câștige titlul pe echipe, învingând astfel, pentru prima oară din 1979, invincibila echipă a Uniunii Sovietice, deținătoare a titlului mondial. Daniela pornea ca favorită în competiția de la individual compus. Dar, datorită rezultatelor mai slabe din rundele anterioare a reușit să câștige doar medalia de bronz. Medalia de aur a fost câștigată de colega sa de echipă, Aurelia Dobre iar argintul a fost adjudecat de campiona mondială din 1985, Yelena Shushunova. În finalele pe aparate, Daniela a câștigat medaliile de aur la bârnă și sol.
La Jocurile Olimpice din 1988 (Seul, Coreea de Sud), Daniela împreună cu Aurelia Dobre și Yelena Shushunova porneau ca favoritele competiției la individual compus. În competiția pe echipe, România a terminat pe locul secund după echipa Uniunii Sovietice. A urmat întrecerea de la individual compus unde întreaga atenție s-a concentrat asupra duelului dintre Daniela Silivaș (o gimnastă tehnică și o bună dansatoare) și Yelena Shushunova) (o gimnastă puternică și foarte bună acrobată). Ambele gimnaste au evoluat la cel mai ridicat nivel. Ambele au primit nota 10 la sol, Yelena Shushunova a primit al doilea 10 la sărituri iar Daniela a primit 10 la paralele inegale.
Înaintea rotației finale Daniela era în fruntea clasamentului, dar nota de 9,950 la sărituri a plasat-o în final pe locul secund, după Yelena Shushunova, la o diferență de doar 0,025. Punctarea a fost foarte controversată și este recunoscută ca fiind cea mai mică diferență de puncte existentă în istoria acestui sport. Deși au existat suspiciuni cu privire la arbitrare, acestea sunt nefondate: nu a existat niciun protest cu privire la punctaj din partea Danielei, a antrenorilor sau a Federației Române, și nu a fost luată nicio măsură disciplinară împotriva niciunui arbitru. Nota este considerată foarte discutabilă de către foarte mulți dintre fanii gimnasticii. Nota aprig contestată, 9,8 dată de arbitrul sovietic, nu a fost inclusă în calculul notei finale. Conform regulilor de la acea dată, șase arbitri au punctat fiecare gimnastă și numai patru din cele șase note au fost folosite în calculul notei finale. Cea mai mică și cea mai mare notă nu au fost luate în considerare. În plus, media finală a Danielei de la individual compus a fost mai mare decât cea Yelenei Shushunova. Dacă întrecerea ar fi avut loc folosind regulile actuale (întrecerea de la individual compus începe de la zero), atunci Daniela ar fi câștigat.
Daniela Silivaș revine în finalele pe aparate unde câștigă trei medalii de aur, la bârnă, sol și paralele inegale, precum și medalia de bronz la sărituri, medalia de aur fiind câștigată de Svetlana Boghinskaia (Uniunea Sovietică) iar argintul de colega sa de echipă Gabriela Potorac. Astfel, devine singura gimnastă de la Seul care câștigă o medalie în toate cele șase competiții. De asemenea, egalează recordul Nadiei Comăneci, primind șapte note de 10 într-o singură competiție olimpică.
În 1989 se accidentează la genunchi. Cu toate acestea, participă la Campionatele Europene din 1989 unde reușește să câștige doar finala de la sol și se plasează pe locul secund la individual compus, după Svetlana Boghinskaia (Uniunea Sovietică). Deși este încă accidentată, ia parte și la Campionatele Mondiale de Gimnastică din 1989 de la Stuttgart (Republica Federală Germania), unde se plasează doar pe locul al 12-lea la individual compus, după o cădere la bârnă. Dar, cu mult curaj, revine în finalele pe aparate reușind să câștige medaliile de aur la paralele inegale, bârnă și sol. Cele nouă titluri mondiale și olimpice cucerite în întreaga sa carieră sportivă, reprezintă un record neegalat de niciun alt gimnast sau gimnastă.
După ce participă la câteva competiții în 1989, Daniela suferă o operație la genunchi urmând să revină la antrenamente după recuperare. Dar datorită evenimentelor din decembrie 1989, Centrul Național de Antrenament de la Deva este închis, sfârșindu-i prematur cariera sportivă. Daniela Silivaș s-a retras din activitatea competițională în 1991 și s-a mutata în Atlanta (SUA) unde antrenează gimnaste aflate în primii ani de performanță.
În 2002, Daniela Silivaș devine cea mai tânără gimnastă inclusă în International Gymnastics Hall of Fame.
În luna mai 2003, Daniela s-a căsătorit cu Scott Harper, un manager sportiv. Cei doi locuiesc în Atlanta, Georgia, Statele Unite ale Americii și împreună au trei copii: doi  fii, Jadan Scott (născut al 8 aprilie 2004), Rylan Bryce Harper (n. 2009) și o fiică, Ava Luciana (născută în 2005).

## Palmares
| An   | Competiție                                                     | Echipe | I C | Săr | P I | Bâr | Sol |
| ---- | -------------------------------------------------------------- | ------ | --- | --- | --- | --- | --- |
| 1982 | Campionatele Naționale pentru Juniori                          |        | 1   | 2   |     | 1   | 1   |
| 1983 | Campionatele Internaționale pentru Juniori                     |        | 1   |     |     | 4   | 1   |
| 1984 | Campionatele Europene pentru Juniori                           |        | 4   |     |     | 1   | 2   |
| 1985 | Campionatele Balcanice                                         | 1      | 3   |     | 2   | 3   | 2   |
| 1985 | Campionatele Europene                                          |        | 8   |     |     | 5   | 3   |
| 1985 | Campionatele Internaționale ale României                       |        | 1   |     |     |     |     |
| 1985 | Campionatele Naționale                                         |        | 2   |     |     | 1   | 1   |
| 1985 | Campionatele mondiale (Montreal, Canada)                       | 2      | 7   |     |     | 1   | 4   |
| 1986 | Campionatele Balcanice                                         | 1      | 1   |     | 1   | 1   |     |
| 1986 | Campionatele Internaționale ale României                       |        | 1   |     | 2   | 1   | 1   |
| 1986 | Campionatele Naționale                                         |        | 1   |     | 1   | 1   |     |
| 1986 | Cupa mondială (Beijing, China)                                 |        | 2   | 4   | 3   | 2   | 4   |
| 1987 | Campionatele Europene                                          |        | 1   | 2   | 1   | 1   | 1   |
| 1987 | Campionatele Naționale                                         |        | 1   |     | 1   | 1   | 1   |
| 1987 | Campionatele Mondiale (Rotterdam, Olanda)                      | 1      | 3   |     | 1   |     | 1   |
| 1988 | Campionatele Internaționale ale României                       |        | 1   | 2   | 1   |     |     |
| 1988 | Jocurile Olimpice (Seul, Coreea de Sud)                        | 2      | 2   | 3   | 1   | 1   | 1   |
| 1989 | Campionatele Internaționale ale României                       |        | 1   | 2   | 1   | 1   | 1   |
| 1989 | Campionatele Europene                                          |        | 2   | 4   | 2   | 3   | 1   |
| 1989 | Campionatele Mondiale (Stuttgart, Republica Federală Germania) | 2      | 12  |     | 1   | 1   | 1   |

Legendă: Echipe = Echipe, I C = individual compus, Săr = sărituri, P I = paralele inegale, Bâr = bârnă, Sol = sol